# Eunotiscus hypogaeus
Eunotiscus hypogaeus is een vliesvleugelig insect uit de familie Aphelinidae. De wetenschappelijke naam is voor het eerst geldig gepubliceerd in 1954 door Ghesquière.